# 陈泽深
陈泽深（1930年—），男，浙江仙居人，中国内燃机车专家，曾任铁道部科学研究院研究员、博士生导师，第五、六、七、八届全国政协委员。